# شوچیکتسال

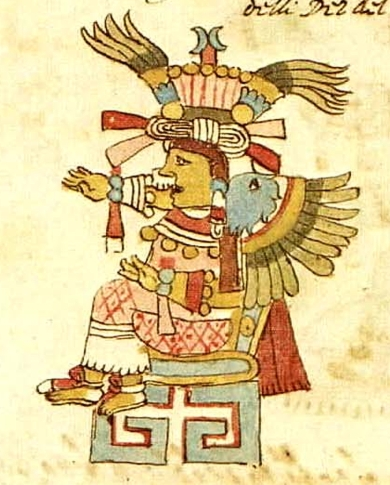
شوچیکتسال، از مستندات ریوز، قرن شانزدهم.

در اسطوره‌شناسی آزتک، شوچیکوئتزال یا شوچیکتسال(تلفظ به ناهواتل: [ʃotʃiketsaɬ])، ایزدبانوی مرتبط با مفاهیمی همچون باروری، زیبایی، و قدرت و توانایی جنسی زنانه بود.
شوچیکتسال یا گل ایستاده، همچنین به عنوان ایزدبانوی عشق و گل‌ها نیز شناخته می‌شد.

## معرفی

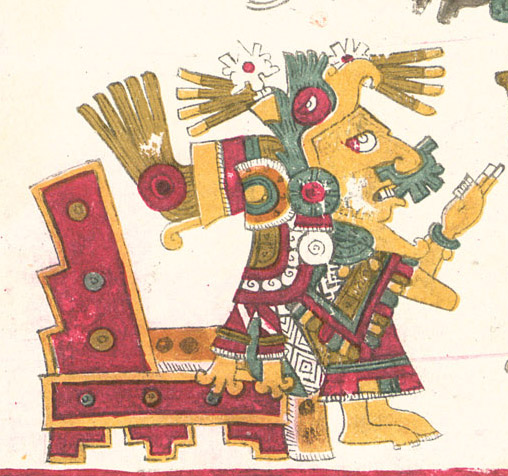
زوچیکتزال الهه زیبایی و عشق، بانوی گل ها، زنان جوان و باروری

این ایزدبانو، به عنوان حامی و محافظت‌کننده از مادران جوان و همینطور به عنوان حامی و پشتیبان بارداری (حاملگی)، و زایمان و به دنیا آورندهٔ کودک، شناخته می‌شد و همچنین در صنایع دستی و فعالیت‌های اینچنینی مخصوص زنان، همچون بافندگی و قلاب دوزی، به آن‌ها یاری می‌رساند و حامی آنان بود. بر خلاف چند چهره و شخصیت دیگر در مجموعهٔ خدایان آزتک، که همگی خدایان مؤنث زمین محسوب می‌شوند و با باروری و حاصلخیزی، چه در عرصهٔ کشاورزی و چه در حیطهٔ مسائل جنسی و شهوانی در ارتباطند، شوچیکتسال همیشه به صورت یک زن جوان و جذاب و اغواگر، که ثروتمندانه و غنی لباس پوشیده به تصویر کشیده شده‌است، و به‌طور نمادین و سمبلیک با گیاهان و گل‌های خاص همراه است. به لحاظ مفهومی، شوچیکتسال همچنین به صورت نماینده میل و اشتیاق، لذت و تمتع، و افزون طلبی و زیادتی، ظاهر می‌شود و در این راستا، در عین حال که به عنوان حامی روسپیان و فاحشه‌ها عمل می‌کند، حامی صنعتگران، و به ویژه صنعتگرانی که در تولید اقلام لوکس دست اندرکارند نیز، می‌باشد.

## آیین پرستش
شوچیکتسال، همواره بدنبال خود، جمعی همراه و مشایعت‌کننده داشت که از تعدادی پرنده و تعدادی پروانه تشکیل می‌شدند. پرستشگران او نیز، ماسک‌هایی با صورت حیوانات و گل‌ها بر چهره می‌گذاشتند و در جشنواره‌ای، که به افتخار او هر هشت سال یک بار برگزار می‌شد، شرکت می‌کردند.

## برخی نکات
خواهر دوقلوی شوچیکتسال، ایزدبانویی به نام شوچی پیلی بود و تلالوک شوهر او محسوب می‌شد، البته تا زمانی که تسکاتلیپوکا او را ربود و وی به ناچار مجبور شد که با او ازدواج کند. زمانی نیز وی، با سنتئوتل و نیز با ایشوته تکوتلی ازدواج کرده بود. وی همچنین از طریق میشکواتل، مادر کتسالکواتل به‌شمار می‌رفت.
انسان شناسی به نام هوگو نوتینی، طی مقاله‌ای، شوچیکتسال را به همراه اوکوتلان باکره، به عنوان واپسین حامیان مقدس [سرزمین یا کوه] تلاسکالا معرفی نموده‌است.
یک چهره یا شخصیت همتا و مشابه او در فرهنگ مایای‌های پیش از هیسپانیک، الهه یا ایزدبانویی به نام الهه آی می‌باشد.
با توجه به منابعی که در دست می‌باشد، قبایل کهنتر ناوا در شرق و جنوب دره‌های مکزیک، چالچیوتلیکوئه را با شوچیکتسال (گل ایستاده، همسر اول تلالوک)، که ایزدبانوی عشق و گل هاست، یکی می‌دانستند.